# Gromada Chwałowice (Powiat Tarnobrzeski)
Gromada Chwałowice war eine Verwaltungseinheit in der Volksrepublik Polen zwischen 1954 und 1960. Verwaltet wurde die Gromada vom Gromadzka Rada Narodowa, dessen Sitz sich in Chwałowice befand und der aus 16 Mitgliedern bestand.

Die Gromada Chwałowice gehörte zum Powiat Tarnobrzeski in der Woiwodschaft Rzeszów (1945–1975). Sie wurde gebildet aus den bisherigen Gromadas Chwałowice und Witkowice aus der aufgelösten Gmina Radomyśl nad Sanem.
Am 30. Juni 1960 wurde die Gromada Chwałowice aufgelöst und in die Gromada Antoniów eingegliedert.